# Амір Хаддад
Лаурент Амір Хліфа Хедідер Хаддад (фр. Laurent Amir Khlifa Khedider Haddad; нар. 20 липня 1984), також відомий як Амір Хаддад (фр. Amir Haddad, івр. עמיר חדד) або просто Амір (фр. Amir, івр. עמיר) — французько-ізраїльський співак і автор пісень. Він представляв Францію на «Євробаченні 2016» з піснею «J'ai cherché», де зайняв 6 місце.

## Біографія
Амір народився в Парижі, Франція. Його батьки Ронні і Хармі Хаддад, емігранти з Тунісу і Марокко. Емігрував до Ізраїлю в 1992 році у віці 8 років в рамках репатріації в Ізраїль і проживав в Герцлії, що на півночі Тель-Авівського округу. Почав співати ще в дитинстві, в синагозі і на різних громадських заходах.
Амір народився з втратою слуху на 50 %, тому чує тільки на ліву сторону.

## Кар'єра

### 2006–13: Кохав Нолад і Vayehi
В 2006 році Амір взяв участь у четвертому сезоні ізраїльського пісенного конкурсу Кохав Нолад (в перекладі з івриту означає Народження зірки), на якому добрався до 4 етапу..
Незважаючи на програш, він закінчив обов'язкову військову службу в Силах оборони Ізраїлю, після чого навчався на стоматолога в Єврейському університеті в Єрусалимі. Закінчив навчання в 2012 році.
Його першою піснею була Kache limtso mili, версія на івриті французької пісні Патріка Брюеля — J'te l'dis quand même. Брюелю сподобалося його виконання, і він запросив Аміра заспівати з ним в Раанані 23 травня 2008 року перед більше ніж 8000 глядачів.
Він заспівав її ще раз набагато пізніше в 2013 році, під час концерту в Парижі 27 травня 2013 року.
У 2011 році він випустив свій дебютний студійний альбом Vayehi в співавторстві з Омрі Даганом.

### 2014–15: The Voice: la plus belle voix
У 2014 році він взяв участь в 3 сезоні французького шоу The Voice: la plus belle voix(український телепроєкт Голос країни), що транслювався на телеканалі TF1 з 11 січня 2014 року по 10 травня 2014 р. В сліпому прослуховуванні, Хаддад співав пісню Елтона Джона — Candle in the Wind. У шоу він дійшов до фіналу, де зайняв третє місце.

### Виконані композиції
| Виступи на «The Voice: la plus belle voixp» | Виступи на «The Voice: la plus belle voixp»                     | Виступи на «The Voice: la plus belle voixp» | Виступи на «The Voice: la plus belle voixp»                                    |
| Етап конкурсу                               | Пісня                                                           | Оригінальний виконавець                     | Результат                                                                      |
| ------------------------------------------- | --------------------------------------------------------------- | ------------------------------------------- | ------------------------------------------------------------------------------ |
| Сліпе прослуховування (епізод 2)            | «Candle in the Wind»                                            | Елтон Джон                                  | Амір попав в команду Дженіфер                                                  |
| Поєдинки (епізод 9)                         | «Radioactive»(against François Lachance)                        | Imagine Dragons                             | Перемога                                                                       |
| Остаточна перевірка                         | «Né en 17 à Leidenstadt                                         | Фредерікс Голдман Джонс                     | Врятовано наставницею                                                          |
| Перший прямий ефір (епізод 13)              | «Counting Stars»                                                | OneRepublic                                 | Врятовано (Вибір телеглядачів)                                                 |
| Третій прямий ефір (епізод 13)              | «Lucie»                                                         | Паскаль Обіспо                              | Врятовано (Вибір телеглядачів)                                                 |
| Чвертьфінал (епізод 16)                     | «Just the Way You Are»                                          | Бруно Марс                                  | Врятовано (Вибір телеглядачів)                                                 |
| Півфінал (епізод 17)                        | «Comme un fils»                                                 | Corneille                                   | Вийшов у фінал                                                                 |
| Фінал (епізод 18)                           | «All of Me»                                                     | Джон Ледженд                                | Зайняв третє місце (18 %). Переможцем сезону став Кенджи Жирак з 51 % голосів. |
| Фінал (епізод 18)                           | «La voix des sages» (duet with original singer Noah)            | Янник Ноа                                   | Зайняв третє місце (18 %). Переможцем сезону став Кенджи Жирак з 51 % голосів. |
| Фінал (епізод 18)                           | «Si seulement je pouvais lui manquer» (duet with coach Jenifer) | Calogero                                    | Зайняв третє місце (18 %). Переможцем сезону став Кенджи Жирак з 51 % голосів. |

Після The Voice: la plus belle voix Амір гастролював по Франції з іншими фіналістами даного проєкту. Він також з'являвся в альбомі-компіляції Forever Gentleman 2, на концерті благодійної асоціації Leurs voix pour l'espoir в Олімпії, в журналі Public для календаря, а також на багатьох інших заходах.
Він також випустив музичний кліп на пісню «Candle in the Wind», пісню, яку він співав під час сліпих прослуховувань в The Voice.
У 2015 році він випустив сингл «Oasis» під псевдонімом Амір.

### 2016— даний час: Євробачення і Au cœur de moi
У 2016 році Амір був обраний телеканалом France 2 як представник від Франції на конкурс Євробачення 2016, що проводився в Стокгольмі.
Пісня Аміра була обрана внутрішнім комітетом France 2, який очолили режисер анімації Наталі Андре і новопризначеним головою делегації від Франції на конкурс «Євробачення» Едоардо Грассі.
Пісня під назвою «J'ai cherché», співавтором якої Амір, Назим Халед і Йохан Еррамі, містить суміш французької та англійської мов.
France 2 спочатку планували розкрити запис пісні 12 березня 2016 року, однак, інформація про те, що Амір представлятиме Францію на Євробаченні 2016 просочилася ще 25 лютого 2016 року в ток-шоу Touche pas à mon poste!, що транслювалося на телеканклі C8.
Запис пісні був офіційно представлений публіці 12 березня 2016 року на телеканалі France 2 в програмі The DiCaire Show'.
Його пісня вийшла в гранд-фінал з 257 очками, і зайняла 6-те місце.
29 квітня 2016 року він випустив свій другий студійний альбом Au cœur de moi, який досяг 6 місця, за даними Французької національної профспілки виробників фонограм і був визнаний платиновим. Альбом також виходив в Бельгії і Швейцарії.

## Особисте життя
7 липня 2014 року, Амір одружився з Літал, що родом з Ізраїлю.

## Дискографія

### Альбоми
| Список треків | Список треків                                    | Список треків |
| #             | Назва                                            | Тривалість    |
| ------------- | ------------------------------------------------ | ------------- |
| 1.            | «Anahnou Ze Yahad»                               | 3:09          |
| 2.            | «Mitkapel»                                       | 3:50          |
| 3.            | «Mama»                                           | 3:26          |
| 4.            | «Kashe Limtso Milim»                             | 3:38          |
| 5.            | «Hama»                                           | 3:23          |
| 6.            | «A Hevel»                                        | 3:45          |
| 7.            | «Bedi Avad»                                      | 3:15          |
| 8.            | «Noked»                                          | 4:06          |
| 9.            | «Shir Lair»                                      | 3:00          |
| 10.           | «Shed»                                           | 3:51          |
| 11.           | «Nassih»                                         | 3:20          |
| 12.           | «Ah Gadol»                                       | 3:24          |
| 13.           | «Mahar Ani Babayit» (feat. David Sellem)         |               |
| 14.           | «Mama» (Extended Darbuka Version) (Bonus track)) | 5:17          |

| Список треків | Список треків                 | Список треків |
| #             | Назва                         | Тривалість    |
| ------------- | ----------------------------- | ------------- |
| 1.            | «J'ai cherché»                | 3:32          |
| 2.            | «On dirait»                   | 3:15          |
| 3.            | «Au cœur de moi»              | 3:07          |
| 4.            | «Ma vie, ma ville, mon monde» | 3:47          |
| 5.            | «A ta manière»                | 3:21          |
| 6.            | «I Know»                      | 3:25          |
| 7.            | «Très haut»                   | 3:32          |
| 8.            | «Je reviendrai»               | 3:37          |
| 9.            | «Lost»                        | 3:18          |
| 10.           | «Oasis»                       | 3:25          |
| 11.           | «Broken Heart (feat. ABI)»    | 3:41          |
| 12.           | «Il est temps qu'on m'aime»   | 4:14          |

| Список треків | Список треків                           | Список треків |
| #             | Назва                                   | Тривалість    |
| ------------- | --------------------------------------- | ------------- |
| 1.            | «Que seront les hommes ?»               | 2:58          |
| 2.            | «États d'Amour»                         | 3:40          |
| 3.            | «Tout passe»                            | 3:43          |
| 4.            | «Les rues de ma peine»                  | 3:44          |
| 5.            | «Il était une femme»                    | 2:52          |
| 6.            | «Le cœur dans les cordes»               | 3:07          |
| 7.            | «Sors de ma tête»                       | 4:05          |
| 8.            | «L'amourant»                            | 2:55          |
| 9.            | «Opium»                                 | 3:16          |
| 10.           | «Que le temps s'arrête»                 | 3:30          |
| 11.           | «Idéale idylle (feat. Lital)»           | 3:31          |
| 12.           | «Laisse la vie faire»                   | 3:45          |
| 13.           | «OneRepublic — No Vacancy (feat. Amir)» | 3:43          |
| 14.           | «La nuit»                               | 3:21          |
| 15.           | «Anja»                                  | 5:38          |
| 16.           | «Et toi (Bonus Track)»                  | 3:04          |
| 17.           | «L'impasse (Bonus Track)»               | 2:41          |
| 18.           | «Boréale aurore (Bonus Track)»          | 3:58          |

### Сингли
| 2015                       | «Oasis»                         | 101 | — | — | —  | — | — | — | — |                    | Au cœur de moi |
| 2016                       | «J'ai cherché»                  | 101 | — | — | —  | — | — | — | — | - SNEP: Платиновий | Au cœur de moi |
| 2016                       | «On dirait»                     | 20  | — | — | 14 | — | — | — | — | —                  | Au cœur de moi |
| 2017                       | «Au cœur de moi»                | 101 | — | — | —  | — | — | — | — | - SNEP: Платиновий | Addictions     |
| 2017                       | «No Vacancy (feat OneRepublic)» | —   | — | — | —  | — | — | — | — | —                  | Addictions     |
| 2017                       | «États d'amour»                 | 15  | — | — | —  | — | — | — | — | —                  | Addictions     |
| 2017                       | «Les Rues de ma peine»          | —   | — | — | —  | — | — | — | — | —                  | Addictions     |
| «—» — сингл не має оцінки. |                                 |     |   |   |    |   |   |   |   |                    |                |

## Нагороди і номінації
| Рік  | Нагорода                | Категорія                     | Результат |
| ---- | ----------------------- | ----------------------------- | --------- |
| 2016 | NRJ Music Awards        | Франкомовний прорив року      | Перемога  |
| 2016 | NRJ Music Awards        | Франкомовна пісня року        | Перемога  |
| 2016 | MTV Europe Music Awards | Кращий французький виконавець | Перемога  |
| 2017 | NRJ Music Awards        | Франкомовна пісня року        | Перемога  |